# Kalojan-Nunatak
Der Kalojan-Nunatak (englisch Kaloyan Nunatak; bulgarisch Калоян нунатак Kalojan nunatak) ist ein rund 400 m hoher Nunatak auf der Livingston-Insel im Archipel der Südlichen Shetlandinseln. Im Delchev Ridge der Tangra Mountains ragt er unmittelbar nordöstlich des Sozopol Gap, 1,7 km ostnordöstlich des Elena Peak und 3,5 km westsüdwestlich des Renier Point auf. Der Sopot-Piedmont-Gletscher liegt westlich, nördlich und nordöstlich von ihm.
Die bulgarische Kommission für Antarktische Geographische Namen benannte ihn 2004 nach Kalojan (≈1170–1207), ab 1197 Zar der Bulgaren.